# Piper ovantherum
Piper ovantherum är en pepparväxtart som beskrevs av C. Dc.. Piper ovantherum ingår i släktet Piper och familjen pepparväxter. Inga underarter finns listade i Catalogue of Life.